# Parafia Podwyższenia Krzyża Świętego w Przegędzy
Parafia Podwyższenia Krzyża Świętego w Przegędzy -– parafia rzymskokatolicka w dekanacie dębieńskim.

## Starania o własny kościół
Przegędza to wioska znajdująca się pomiędzy Rybnikiem a Leszczynami. Pierwsze wzmianki o niej pochodzą z XIII wieku, jednak parafia jest młoda i istnieje dopiero od 1973 roku. Przegędza początkowo była związana z parafią rybnicką, która w szczytowym okresie swojej działalności skupiała 25 miejscowości, a w późniejszym okresie, aż do 1973 roku, z parafią leszczyńską św. Andrzeja Boboli. Msze św. odprawiano wówczas w małej, przydrożnej kaplicy. Wierni z  Przegędzy mieli ambicje zbudować własny kościół. Do kościoła w Leszczynach iść 20 do 35 minut. 22 maja 1973 roku biskup Herbert Bednorz mianował rektorem kapliczki ks. Henryka Pawlicę, będącego w tym czasie wikariuszem w parafii leszczyńskiej. Przyszła parafia liczyła 1200 wiernych. 30 grudnia 1980 roku Urząd Wojewódzki w Katowicach wydał zgodę na rozbudowę kaplicy, a to umożliwiło biskupowi Herbertowi Bednorzowi erygowanie tam parafii (17 marca 1981). 

## Budowa kościoła
16 kwietnia 1982 roku rozpoczęto prace budowlane. Pasterkę 1982 roku odprawiono już w dolnych pomieszczeniach, które obecnie są salkami katechetycznymi. W marcu 1987 roku biskup Janusz Zimniak dokonał wmurowania kamienia węgielnego. Konsekracji dokonał w niedzielę 28 sierpnia 1988 roku biskup Damian Zimoń. Zespół budynków części sakralnej i mieszkalnej oraz wystrój wnętrza kościoła zaprojektował inż. arch. Karol Gierlotka. Kościół i otoczenie swoją wielofunkcyjnością nawiązuje do typu kościołów osiedlowych. Natomiast pod względem wystroju „łączy elementy świątyń namiotowych i rzeźbiarskich”.  
W dolnej części kościoła znajdują się salki katechetyczne.
W 1995 roku została w parafii założony cmentarz.
Dzwony odlane w ludwisarni Felczyńskich w Taciszowie zawieszono na dzwonnicy  w 1997 roku. 

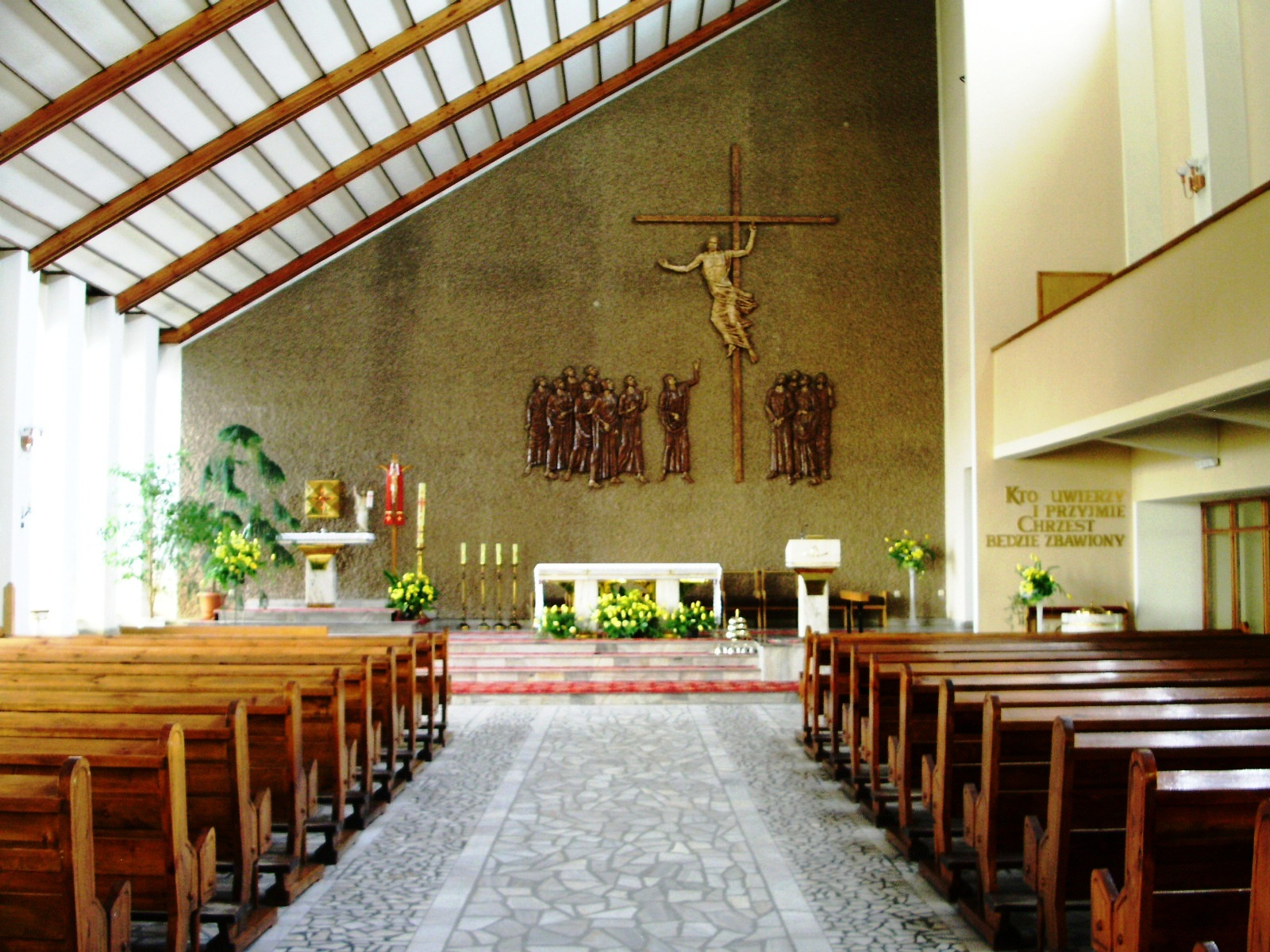

## Kapliczki, krzyże przydrożne
Z 1840 roku pochodzi kapliczka przydrożna wybudowana przez jednego z mieszkańców  - Józefa Piątka. Jest to budowla w stylu klasycystycznym, ozdobiona profilowanym gzymsem i ośmioboczna wieżyczka na dachu. Do niedawna znajdował się w jej wnętrzu XVIII-wieczny obraz „Ukrzyżowanie”, który trafił tu rozebranego na początku XIX  kościoła pw. Jana Chrzciciela. Kapliczka została przesunięta i odnowiona w 1966 dzięki proboszczowi z Leszczyn  - Wilhelmowi Dłucikowi. Od 1946 roku w niedziele i święta odprawiali przy niej msze św. duchowni parafii leszczyńskiej, zwłaszcza dla ludzi starszych. Z chwila budowy kościoła, pełni ona funkcje kaplicy cmentarnej.
Krzyż przydrożny przy ul. Mikołowskiej, oraz trzy kapliczki: przy ul. Mikołowskiej i przy ul. Powstańców. Wszystkie kapliczki powstały w latach 1913-1930.